# Vermell d'Andrinòpol

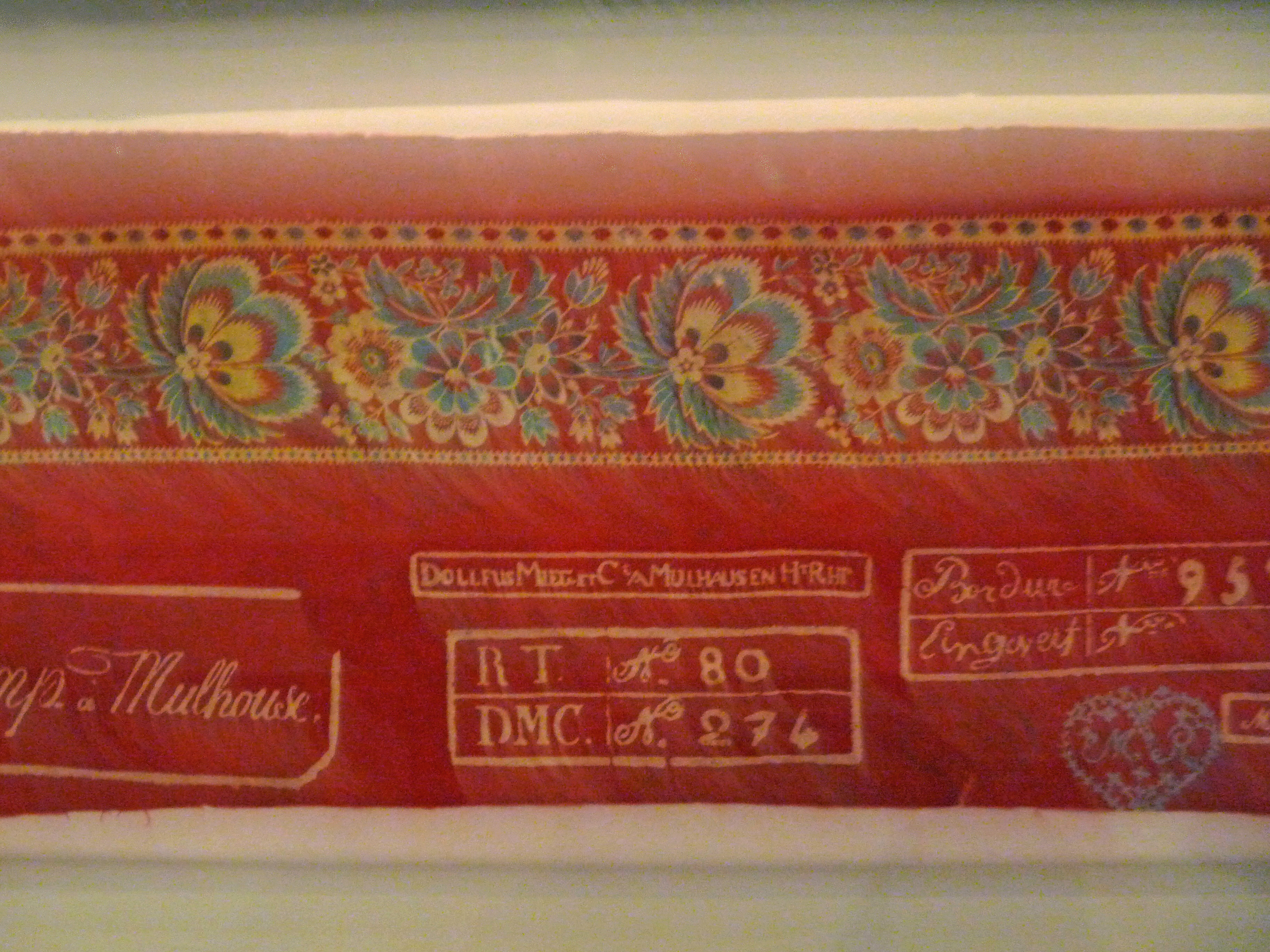
Museu de la impressió de teixits (Mülhausen) : mostra de vora, fàbrica Dollfus Mieg & Cie, Mülhausen vers 1825-1830, tela de cotó tenyida i estampada en bloc en vermell turc.

El vermell d'Andrinòpol és un pigment vermell antic, també conegut com a  vermell turc. Pren el seu nom de la ciutat d'Andrinòpol, actual Edirne, a Turquia.
És un pigment tòxic en procés d'eliminació, compost per cromat de plom i òxid de plom com el groc de crom taronjat, i que, com aquest, contenia eosina.
La seva recepta era un secret comercial que es va descobrir durant l'edat mitjana. Greixos rancis, oli, orina i excrements, sang animal: la fabricació era especialment repugnant. Aquesta color s'utilitzava principalment per a la tintura. A la fi del segle xviii, els tintorers alemanys i alsacians van aconseguir fabricar el tint vermell d'Andrinòpol i trobar un procés per al mordentatge dels teixits.
Al segle xix, Michel-Eugène Chevreul es va comprometre a identificar les colors entre si i en relació amb les línies de Fraunhofer. Va avaluar un vermell turc sobre cotó del tintor Steiner 2vermell10 to Aquesta qualificació és idèntica a la del nacrat de les fàbriques de Gobelins i Savonnerie.